# 반 준자부로
반 준자부로(일본어: 伴 淳三郎, 본명: 스즈키 히로사다, 본명 한자: 鈴木 寛定, 1908년 1월 10일 ~ 1981년 10월 26일)은 쇼와 시대의 일본 희극 배우이다.

## 내력

### 출생
야마가타현 요네자와시에서 난가(南画)가의 아들로 태어났다. 아버지에 대해서 야마가타와 도쿄를 왔다가 갔다가 하였지만, 5세의 때부터 야마가타시 고쇼 정(小姓町)에서 자란다.
야마가타 시립 제1심상소학교 졸업 후, 구마가야시에 있는 형의 집에 기숙해서 고등소학교에 다니고 있었지만, 형과의 서로 사이가 나빠 가출하고, 도쿄로 나아갔다. 거기에서, 외가의 백부로 신파극의 가와이 다케오의 상점 지배인을 되게 하고 있었던 사이토 코사부로(斎藤好三郎)를 의지하고, "문예협회" 출신의 신극배우, 도우기 뎃테키의 시중드는 사람이 되고, 그가 주연한 영화에 출연한다. 그 후, 정식영어학교에 다니고 있었지만, 배우의 생각을 끓을 수 없고, 도우기가 소장을 하고 있었던 "신극연구소"의 대학원생에 응시하지만 낙제. 도쿄 시내를 돌고 있었던 "나카가와 대나무31좌"에 들어간다. 그 후, 몇 가지의 극단에 들어가지만, 영화에도 열을 올리고 있는 "아카시 우시오 1좌"에 들어가고, 바구니 감역 등으로 영화에 출연한다.

### 배우로의 활동(전전)
1927년, 닛카쓰 다이쇼군(大將軍) 촬영소에 하급 배우로 들어간다. 잠시동안, 단역에서의 출연이 계속되었지만, 1929년, 와타나베 구니오 감독의 "다쓰마키 나가야(竜巻長屋)"의 대역을 받는다. 이후, 와타나베(渡邊) 감독에게 희극배우로서 중용된다.
1931년, 도쿄에 되돌아오고, 소가노야 고쿠로 한자리에 들어가고 기요카와 니지코와 활동하지만 1934년, 다이토 영화로 들어가, 주역급으로서 활약했다. 교쿠토 영화를 거치고 1937년, 닛카쓰에서 친했던 나가타 마사이치가 소장을 맡는 신흥 키네마 교토 촬영소에 입사하고, 둔갑술영화 등으로 활약한다.
1939년, 신흥 키네마 연예부가 아키레타 보이즈 등의 요시모토 흥업의 인기 탤런트를 대량으로 뽑았을 때도 암약한다. 그런데, 뽑기 공작에 분주할 때 반(伴)은 노리는 상대의 이름을 써 늘어 놓은 메모장을 1엔 택시 안에서 잊고 두고 와버린다는 대실태를 범하고, 그것의 중대함에 자살까지 생각했다고 한다. 그러나 반(伴)이 그만둔 후, 그 1엔 택시를 잡은 것이 가수하이다 가쓰히코로, 하이다는 주운 메모장을 아무것도 명백한에 반(伴)에게 갖다 주고, 그것을 무사히 끝낸 이래, 반(伴)은 하이다에 대등히 맞설 수 없었다고 한다.
1940년, 바케네코 여배우 스즈키 스미코(ja:鈴木澄子)와 하와이, 샌프란시스코 순업을 하고, 귀국 후 아키타 미노루(ja:秋田實)의 응원으로 사요 후쿠코(ja:小夜福子)와 극단을 결성하지만 곧 해산. 작은 경연극의 한자리의 단장으로 종전을 맞이한다. 단, 징병의 소집장은 받았었지만, 징병검사에서는 예쁘게 화장하고 여장으로 나와, 그 모습을 본 검사계관이 분개, 검사장에서 쫓겨났다. 또한 검사 직전에는 간장을 대량으로(됫병 1개분) 마시고 "간장병"을 가장해 징병을 기피했다.

### 배우로의 활동(전후)
전후에는 기요카와 니지코, 가사기 시지코와 아사쿠사에서 활동하고, 미소라 히바리와의 인기 상승을 도모하지만 실패했다.
1951년부터 당시 동거중이던 기요카와 니지코의 중개에 의해 신 도호의 사이토 도라지로 감독의 일가로 들어오고, 본격적으로 영화에 복귀한다. 1951년, 사이토 도라지로 감독, 다카다 고키치 주연의 "吃七捕物帖・一番手柄"에 출연한 때, "아자자로 해서 파이옵니다(アジャジャーにしてパーでございます)"가 크게 호평받고, 그것을 짧게 한 "아자파"가 대유행한다. 1953년에는 주역영화 "아자파 천국"이 사이토 도라지로 감독에 의해 만들어지는 것에 있거나, "반 준(バンジュン)"의 애칭으로 주연 영화가 차례로 개봉되는 인기 연예인 스타가 된다.
1955년부터는 쇼치쿠에서 "이등병 이야기(二等兵物語)" 시리즈, 1961년부터는 모리시게 하사야, 프랑키 사카이(ja:フランキー堺)와의 공연인 "역전 시리즈(ja:駅前シリーズ)"가 대히트했다.
진연괴연(珍演怪演)을 하는 색다른 배우라고도 일컬어져, 희극배우로서 활약할 뿐, 1964년, 우치다 토무(ja:內田吐夢) 감독, 미즈카미 쓰토무(ja:水上勉) 원작의 "기아해협(ja:飢餓海峡)"의 노형사의 연기로 마이니치 영화 콩쿠르 남우조연상을 수상하는 등, 시리어스한 연기에도 독특한 맛을 보여줬다. 동 영화에 출연한 때는 감독 우치다로부터 철저하게 단련받고, 자신을 상실해버려, 주춤한 표정이 되는 경향이 있었다. 그러나, 사실을 말하는 것이 우치다의 목적이었다. 결과적으로, 반(伴)은 소위 "시든 연기"를 완수하게 되었다.
아사쿠사 삼바 카니발을 발안하거나, 모금 운동인 걸음의 상자의 제창자이기도 하다. 간사이 출신이 아닌데도 "간사이 희극인 협회"의 회장으로 근무하거나, 자신보다 젊은 아쓰미 기요시나 이쿠타 에쓰코(ja:生田悅子)를 쓰러뜨리던 등의 에피소드도 남겨져 있다.。
1978년, 자수포장 수장. 1981년 10월 26일에 식도정맥류파열에 의해 73세로 타계. 베갯머리에는, 오래전부터 아내로 있어온 기요카와 니지코(ja:清川虹子)가 접고, 반(伴)을 간병하고, 상주도 기요카와가 맡았다. 유작은 타계 후인 11월 3일부터 방송이 개시된 연속 텔레비전 드라마 "해바라기의 노래(ja:ひまわりの歌)"이다.

## 저서
- 반 아쓰시(伴淳) 방랑기(1967년, 시나노 출판)
- 반 아쓰시 방랑기 - 전기·반 준자부로(전기총서 288)(1998년) ISBN 978-4756804990

## 전기
- 다야마 리키야 "반 준자부로 익살꾼의 눈물"